# 섭관
섭관(일본어: 摂関 셋칸[*])은 일본의 섭정(일본어: 摂政 셋쇼[*])과 관백(일본어: 関白 칸파쿠[*])를 통틀어 이름이다. 원래 섭정은 천황이 너무 어리거나 병약할 때 정무를 대행하는 이였고, 천황이 장성하면 은퇴한 섭정이 일종의 고문직인 관백이 되는 것이 원칙이었다. 하지만 대부분의 섭정들은 천황이 성인이 되어 관백으로 은퇴한 뒤에도 권력을 내려놓지 않고 계속 영향력을 행사했다. 이에 따라 관백 자체가 율령제에 규정된 조정의 최고 관직인 태정대신보다도 높은 준상설 관직처럼 되어 버렸다. 특히 헤이안 시대에는 천황은 허수아비고 섭관들이 실질적인 지배자였는데, 이 시기를 섭관정치 시기라고 한다. 섭관의 자리에 오를 수 있는 것은 귀족들 중에서도 끗발이 가장 높은 5개 가문 출신으로만 한정되었고, 이 가문들을 5대 섭관가라고 한다.
섭정과 관백을 칭하는 대명사는 모두 전하(일본어: 殿下)였고, 섭관이 은퇴하면 태합하(일본어: 太閤下 타이코우카[*])라고 불렀다. 이 태합하의 줄임말이 태합인데, 보통 태합이라고 하면 도요토미 히데요시를 통칭한다.

## 목록
| 섭정                | 관백                | 임기                               | 천황                       |
| ------------------- | ------------------- | ---------------------------------- | -------------------------- |
| 쇼토쿠 태자         |                     | 593년–622년                        | 스이코                     |
| 후지와라노 요시후사 |                     | 858년–872년                        | 세이와                     |
| 후지와라노 모토쓰네 |                     | 872년–880년                        | 세이와. 요제이             |
|                     | 후지와라노 모토쓰네 | 880년–890년                        | 요제이, 코코, 우다         |
| 후지와라노 도키히라 |                     | 909년                              | 다이고                     |
| 후지와라노 다다히라 |                     | 930년–941년                        | 스자쿠                     |
|                     | 후지와라노 다다히라 | 941년–949년                        | 스자쿠, 무라카미           |
|                     | 후지와라노 사네요리 | 967년–969년                        | 레이제이                   |
| 후지와라노 사네요리 |                     | 969년–970년                        | 엔유                       |
| 후지와라노 고레타다 |                     | 970년–972년                        | 엔유                       |
|                     | 후지와라노 가네미치 | 972년–977년                        | 엔유                       |
|                     | 후지와라노 요리타다 | 977년–986년                        | 엔유, 카잔                 |
| 후지와라노 가네이에 |                     | 986년–990년                        | 이치조                     |
|                     | 후지와라노 가네이에 | 990년 음력 5월 5일 - 990년 5월 8일 | 이치조                     |
|                     | 후지와라노 미치타카 | 990년 5월 8일-990년 5월 26일       | 이치조                     |
| 후지와라노 미치타카 |                     | 990년–993년                        | 이치조                     |
|                     | 후지와라노 미치타카 | 993년–995년                        | 이치조                     |
|                     | 후지와라노 미치카네 | 995년 4월 28일-995년 5월 8일       | 이치조                     |
| 후지와라노 미치나가 |                     | 1016년–1017년                      | 고이치조                   |
| 후지와라노 요리미치 |                     | 1017년–1019년                      | 고이치조                   |
|                     | 후지와라노 요리미치 | 고이치조, 고스자쿠, 고레이제이     |                            |
|                     | 후지와라노 노리미치 | 1068년–1075년                      | 고산조, 시라카와           |
|                     | 후지와라노 모로자네 | 1075년–1086년                      | 시라카와                   |
| 후지와라노 모로자네 |                     | 1086년–1090년                      | 호리카와                   |
|                     | 후지와라노 모로자네 | 1090년–1094년                      | 호리카와                   |
|                     | 후지와라노 모로미치 | 1094년–1099년                      | 호리카와                   |
|                     | 후지와라노 다다자네 | 1105년–1107년                      | 호리카와                   |
| 후지와라노 다다자네 |                     | 1107년–1113년                      | 토바                       |
|                     | 후지와라노 다다자네 | 1113년–1121년                      | 토바                       |
|                     | 후지와라노 다다미치 | 1121년–1123년                      | 토바                       |
| 후지와라노 다다미치 |                     | 1123년–1129년                      | 스토쿠                     |
|                     | 후지와라노 다다미치 | 1129년–1141년                      | 스토쿠                     |
| 후지와라노 다다미치 |                     | 1141년–1150년                      | 코노에                     |
|                     | 후지와라노 다다미치 | 1150년–1158년                      | 코노에, 고시라카와         |
|                     | 고노에 모토자네     | 1158년–1165년                      | 니조                       |
| 고노에 모토자네     |                     | 1165년–1166년                      | 로쿠조                     |
| 후지와라노 모토후사 |                     | 1166년–1172년                      | 로쿠조, 타카쿠라           |
|                     | 후지와라노 모토후사 | 1172년–1179년                      | 타카쿠라                   |
|                     | 고노에 모토미치     | 1179년–1180년                      | 타카쿠라                   |
| 고노에 모토미치     |                     | 1180년–1183년                      | 안토쿠                     |
| 마쓰도노 모로이에   |                     | 1183년–1184년                      | 안토쿠                     |
| 고노에 모토미치     |                     | 1184년–1186년                      | 안토쿠, 고토바             |
| 구조 가네자네       |                     | 1186년–1191년                      | 고토바                     |
|                     | 구조 가네자네       | 1191년–1196년                      | 고토바                     |
|                     | 고노에 모토미치     | 1196년–1198년                      | 츠치미카도                 |
| 고노에 모토미치     |                     | 1198년–1202년                      | 츠치미카도                 |
| 구조 요시쓰네       |                     | 1202년–1206년                      | 츠치미카도                 |
| 고노에 이에자네     |                     | 1206년                             | 츠치미카도                 |
|                     | 고노에 이에자네     | 1206년–1221년                      | 츠치미카도, 준토쿠         |
| 구조 미치이에       |                     | 1221년                             | 추쿄                       |
| 고노에 이에자네     |                     | 1221년–1223년                      | 고호리카와                 |
|                     | 고노에 이에자네     | 1223년–1228년                      | 고호리카와                 |
|                     | 구조 미치이에       | 1228년–1231년                      | 고호리카와                 |
| 구조 노리자네       |                     | 1231년–1232년                      | 고호리카와                 |
| 구조 노리자네       |                     | 1232년–1235년                      | 시조                       |
| 구조 미치이에       |                     | 1235년–1237년                      | 신조                       |
| 고노에 가네쓰네     |                     | 1237년–1242년                      | 신조                       |
|                     | 고노에 가네쓰네     | 1242년                             | 고사가                     |
|                     | 니조 요지자네       | 1242년–1246년                      | 고사가                     |
|                     | 이치조 사네쓰네     | 1246년                             | 고사가                     |
| 이치조 사네쓰네     |                     | 1246년–1247년                      | 고후카쿠사                 |
| 고노에 가네쓰네     |                     | 1247년–1252년                      | 고후카쿠사                 |
| 다카쓰카사 가네히라 |                     | 1252년–1254년                      | 고후카쿠사                 |
|                     | 다카쓰카사 가네히라 | 1254년–1261년                      | 고후카쿠사, 카메야마       |
|                     | 니조 요시자네       | 1261년–1265년                      | 카메야마                   |
|                     | 이치조 사네쓰네     | 1265년–1267년                      | 카메야마                   |
|                     | 고노에 모토히라     | 1267년–1268년                      | 카메야마                   |
|                     | 다카쓰카사 모토타다 | 1268년–1273년                      | 카메야마                   |
|                     | 구조 다다이에       | 1273년–1274년                      | 카메야마                   |
| 구조 다다이에       |                     | 1274년                             | 고우다                     |
| 이치조 이에쓰네     |                     | 1274년–1275년                      | 고우다                     |
| 다카쓰카사 가네히라 |                     | 1275년–1278년                      | 고우다                     |
|                     | 다카쓰카사 가네히라 | 1278년–1287년                      | 고우다                     |
|                     | 니조 모로타다       | 1287년–1289년                      | 고우다, 후시미             |
|                     | 고노에 이에모토     | 1289년–1291년                      | 후시미                     |
|                     | 구조 다다노리       | 1291년–1293년                      | 후시미                     |
|                     | 고노에 이에모토     | 1293년–1296년                      | 후시미                     |
|                     | 다카쓰카사 가네타다 | 1296년–1298년                      | 후시미                     |
| 다카쓰카사 가네타다 |                     | 1298년                             | 고후시미                   |
| 니조 가네모토       |                     | 1298년–1300년                      | 고후시미                   |
|                     | 니조 가네모토       | 1300년–1305년                      | 고후시미, 고니조           |
|                     | 구조 모로노리       | 1305년–1308년                      | 고니조                     |
| 구조 모로노리       |                     | 1308년                             | 하나조노                   |
| 다카쓰카사 후유히라 |                     | 1308년–1311년                      | 하나조노                   |
|                     | 다카쓰카사 후유히라 | 1311년–1313년                      | 하나조노                   |
|                     | 고노에 이에히라     | 1313년–1315년                      | 하나조노                   |
|                     | 다카쓰카사 후유히라 | 1315년–1316년                      | 하나조노                   |
|                     | 니조 미치히라       | 1316년–1318년                      | 하나조노, 고다이고         |
|                     | 이치조 우치쓰네     | 1318년–1323년                      | 고다이고                   |
|                     | 구조 후사자네       | 1323년–1324년                      | 고다이고                   |
|                     | 다카쓰카사 후유히라 | 1324년–1327년                      | 고다이고                   |
|                     | 니조 미치히라       | 1327년–1330년                      | 고다이고                   |
|                     | 고노에 쓰네타다     | 1330년                             | 고다이고                   |
|                     | 다카쓰카사 후유노리 | 1330년–1333년                      | 고다이고, 코곤             |
|                     | 고노에 쓰네타다     | 1336년–1337년                      | 코묘                       |
|                     | 고노에 모토쓰구     | 1337년–1338년                      | 코묘                       |
|                     | 이치조 쓰네미치     | 1338년–1342년                      | 코묘                       |
|                     | 구조 미치노리       | 1342년                             | 코묘                       |
|                     | 다카쓰카사 모로히라 | 1342년–1346년                      | 코묘                       |
|                     | 니조 요시모토       | 1346년–1358년                      | 코묘, 스코, 고코곤         |
|                     | 구조 쓰네노리       | 1358년–61년                        | 고코곤                     |
|                     | 고노에 미치쓰구     | 1361년–1363년                      | 고코곤                     |
|                     | 니조 요시모토       | 1363년–1367년                      | 고코곤                     |
|                     | 다카쓰카사 후유미치 | 1367년–1369년                      | 고코곤                     |
|                     | 니조 모로요시       | 1369년–1375년                      | 고코곤, 고엔유             |
|                     | 구조 다다모토       | 1375년–1379년                      | 고엔유                     |
|                     | 니조 모로쓰구       | 1379년–1382년                      | 고엔유                     |
| 니조 요시모토       |                     | 1382년–1388년                      | 고코마츠                   |
| 고노에 가네쓰구     |                     | 1388년                             | 고코마츠                   |
| 니조 요시모토       |                     | 1388년                             | 고코마츠                   |
|                     | 니조 요시모토       | 1388년                             | 고코마츠                   |
|                     | 니조 모로쓰구       | 1388년–1394년                      | 고코마츠                   |
|                     | 이치조 쓰네쓰구     | 1394년–1398년                      | 고코마츠                   |
|                     | 니조 모로쓰구       | 1398년–1399년                      | 고코마츠                   |
|                     | 이치조 쓰네쓰구     | 1399년–1408년                      | 고코마츠                   |
|                     | 고노에 다다쓰구     | 1408년–1409년                      | 고코마츠                   |
|                     | 니조 미쓰모토       | 1409년–1410년                      | 고코마츠                   |
|                     | 이치조 쓰네쓰구     | 1410년–1418년                      | 고코마츠, 쇼코             |
|                     | 구조 미쓰이에       | 1418년–1424년                      | 쇼코                       |
|                     | 니조 모치모토       | 1424년–1428년                      | 쇼코                       |
| 니조 모치모토       |                     | 1428년–1432년                      | 고하나조노                 |
| 니조 가네요시       |                     | 1432년                             | 고하나조노                 |
| 니조 모치모토       |                     | 1432년–1433년                      | 고하나조노                 |
|                     | 니조 모치모토       | 1433년–1445년                      | 고하나조노                 |
|                     | 고노에 후사쓰구     | 1445년–1447년                      | 고하나조노                 |
|                     | 이치조 가네요시     | 1447년–1453년                      | 고하나조노                 |
|                     | 다카쓰카사 후사히라 | 1454년–1455년                      | 고하나조노                 |
|                     | 니조 모치미치       | 1455년–1458년                      | 고하나조노                 |
|                     | 이치조 노리후사     | 1458년–1463년                      | 고하나조노                 |
|                     | 니조 모치미치       | 1463년–1467년                      | 고하나조노, 고츠치미카도   |
|                     | 이치조 가네요시     | 1467년–1470년                      | 고츠치미카도               |
|                     | 니조 마사쓰구       | 1470년–1476년                      | 고츠치미카도               |
|                     | 구조 마사모토       | 1476년–1479년                      | 고츠치미카도               |
|                     | 고노에 마사이에     | 1479년–1483년                      | 고츠치미카도               |
|                     | 다카쓰카사 마사히라 | 1483년–1487년                      | 고츠치미카도               |
|                     | 구조 마사타다       | 1487년–1488년                      | 고츠치미카도               |
|                     | 이치조 후유요시     | 1488년–1493년                      | 고츠치미카도               |
|                     | 고노에 히사미치     | 1493년–1497년                      | 고츠치미카도               |
|                     | 니조 히사모토       | 1497년                             | 고츠치미카도               |
|                     | 이치조 후유요시     | 1497년–1501년                      | 고츠치미카도, 고카시와바라 |
|                     | 구조 히사쓰네       | 1501년–1513년                      | 고카시와바라               |
|                     | 고노에 히사미치     | 1513년–1514년                      | 고카시와바라               |
|                     | 타카쓰카사 가네스케 | 1514년–1518년                      | 고카시와바라               |
|                     | 니조 고레후사       | 1518년–1525년                      | 고카시와바라               |
|                     | 고노에 다네이에     | 1525년–1533년                      | 고카시와바라, 고나라       |
|                     | 구조 다네미치       | 1533년–1534년                      | 고나라                     |
|                     | 니조 고레후사       | 1534년–1536년                      | 고나라                     |
|                     | 고노에 다네이에     | 1536년–1542년                      | 고나라                     |
|                     | 다카쓰카사 다다후유 | 1542년–1545년                      | 고나라                     |
|                     | 이치조 후사미치     | 1545년–1548년                      | 고나라                     |
|                     | 니조 하루요시       | 1548년–1553년                      | 고나라                     |
|                     | 이치조 가네후유     | 1553년–1554년                      | 고나라                     |
|                     | 고노에 사키히사     | 1554년–1568년                      | 고나라, 오기마치           |
|                     | 니조 하루요시       | 1568년–1578년                      | 오기마치                   |
|                     | 구조 가네타카       | 1578년–1581년                      | 오기마치                   |
|                     | 이치조 우치모토     | 1581년–1585년                      | 오기마치                   |
|                     | 니조 아키자네       | 1585년                             | 오기마치                   |
|                     | 도요토미 히데요시   | 1585년–1591년                      | 오기마치, 고요제이         |
|                     | 도요토미 히데쓰구   | 1591년–1595년                      | 고요제이                   |
|                     | 구조 가네타카       | 1600년–1604년                      | 고요제이                   |
|                     | 고노에 노부타다     | 1605년–1606년                      | 고요제이                   |
|                     | 다카쓰카사 노부후사 | 1606년–1608년                      | 고요제이                   |
|                     | 구조 유키이에       | 1608년–1612년                      | 고요제이, 고미즈노오       |
|                     | 다카쓰카사 노부히사 | 1612년–1615년                      | 고미즈노오                 |
|                     | 니조 아키자네       | 1615년–1619년                      | 고미즈노오                 |
|                     | 구조 유키이에       | 1619년–1623년                      | 고미즈노오                 |
|                     | 고노에 노부히로     | 1623년–1629년                      | 고미즈노오                 |
|                     | 이치조 아키요시     | 1629년                             | 고미즈노오                 |
| 이치조 아키요시     |                     | 1629년–1635년                      | 메이쇼                     |
| 니조 야스미치       |                     | 1635년–1647년                      | 메이쇼, 고코묘             |
| 구조 미치후사       |                     | 1647년                             | 고코묘                     |
| 이치조 아키요시     |                     | 1647년                             | 고코묘                     |
|                     | 이치조 아키요시     | 1647년–1651년                      | 고코묘                     |
|                     | 고노에 히사쓰구     | 1651년–1653년                      | 고코묘                     |
|                     | 니조 미쓰히라       | 1653년–1663년                      | 고코묘, 고사이             |
| 니조 미쓰히라       |                     | 1663년–1664년                      | 레이겐                     |
| 다카쓰카사 후사스케 |                     | 1664년–1668년                      | 레이겐                     |
|                     | 다카쓰카사 후사스케 | 1668년–1682년                      | 레이겐                     |
|                     | 이치조 가네테루     | 1682년–1687년                      | 레이겐                     |
| 이치조 가네테루     |                     | 1687년–1689년                      | 히가시야마                 |
|                     | 이치조 가네테루     | 1689년–1690년                      | 히가시야마                 |
|                     | 고노에 모토히로     | 1690년–1703년                      | 히가시야마                 |
|                     | 다카쓰카사 가네히로 | 1703년–1707년                      | 히가시야마                 |
|                     | 고노에 이에히로     | 1707년–1709년                      | 히가시야마                 |
| 고노에 이에히로     |                     | 1709년–1712년                      | 나카미카도                 |
| 구조 스케자네       |                     | 1712년–1716년                      | 나카미카도                 |
|                     | 구조 스케자네       | 1716년–1722년                      | 나카미카도                 |
|                     | 니조 쓰나히라       | 1722년–1726년                      | 나카미카도                 |
|                     | 고노에 이에히사     | 1726년–1736년                      | 나카미카도, 사쿠라마치     |
|                     | 니조 요시타다       | 1736년–1737년                      | 사쿠라마치                 |
|                     | 이치조 가네카       | 1737년–1746년                      | 사쿠라마치                 |
|                     | 이치조 미치카       | 1746년–1747년                      | 사쿠라마치                 |
| 이치조 미치카       |                     | 1747년–1755년                      | 모모조노                   |
|                     | 이치조 미치카       | 1755년–1757년                      | 모모조노                   |
|                     | 고노에 우치사키     | 1757년–1762년                      | 모모조노                   |
| 고노에 우치사키     |                     | 1762년–1772년                      | 고사쿠라마치, 고모모조노   |
|                     | 고노에 우치사키     | 1772년–1778년                      | 고모모조노                 |
|                     | 구조 나오자네       | 1778년–1779년                      | 고모모조노                 |
| 구조 나오자네       |                     | 1779년–1785년                      | 코카쿠                     |
|                     | 구조 나오자네       | 1785년–1787년                      | 코카쿠                     |
|                     | 다카쓰카사 스케히라 | 1787년–1791년                      | 코카쿠                     |
|                     | 이치조 테루요시     | 1791년–1795년                      | 코카쿠                     |
|                     | 다카쓰카사 마사히로 | 1795년–1814년                      | 코카쿠                     |
|                     | 이치조 다다요시     | 1814년–1823년                      | 코카쿠, 닌코               |
|                     | 다카쓰카사 마사미치 | 1823년–1856년                      | 닌코, 코메이               |
|                     | 구조 히사타다       | 1856년–1862년                      | 코메이                     |
|                     | 고노에 다다히로     | 1862년–1863년                      | 코메이                     |
|                     | 다카쓰카사 스케히로 | 1863년                             | 코메이                     |
|                     | 니조 나리유키       | 1863년–1866년                      | 코메이                     |
| 니조 나리유키       |                     | 1867년                             | 메이지                     |
| 히로히토 황태자     |                     | 1921년–1926년                      | 다이쇼                     |

## 참고 자료
- Ishida, Ichirō, 편집. (1979) [Jien, c. 1220], 《Gukanshō》 [The Future and the Past, a translation and study of […] an interpretative history of Japan written in 1219], Berkeley: University of California Press, ISBN 0-520-03460-0 이름 목록에서 |이름1=이(가) 있지만 |성1=이(가) 없음 (도움말)
- Titsingh, Isaac, 편집. (1834) [Siyun-sai Rin-siyo/Hayashi Gahō, 1652], Nipon o daï itsi ran [Annales des empereurs du Japon] (프랑스어), Paris: Oriental Translation Fund of Great Britain and Ireland, OCLC 84067437.